# Sant’Agata di Militello
Sant’Agata di Militello – miejscowość i gmina we Włoszech, w regionie Sycylia, w prowincji Mesyna.
Według danych na rok 2004 gminę zamieszkiwały 12 852 osoby, 389,5 os./km².